# Tragacanth

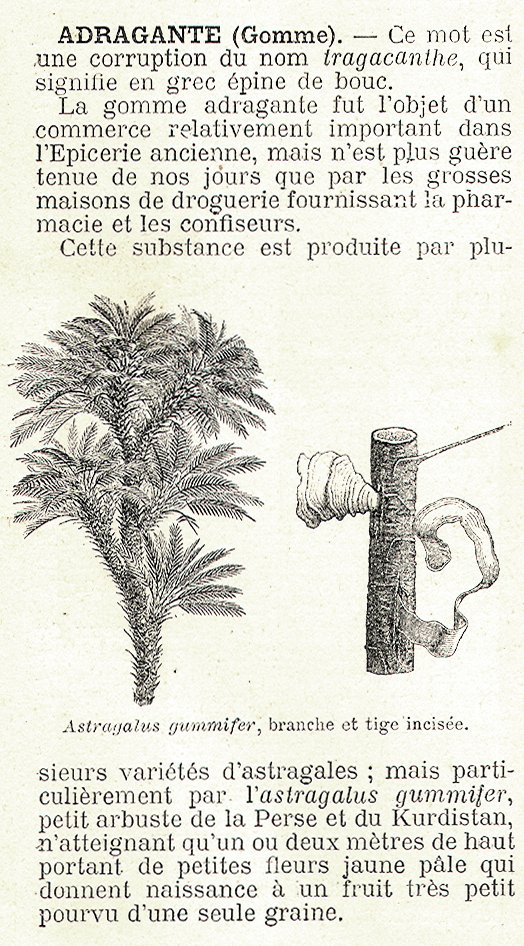
Fragment van het artikel "Adragante (Gomme)" in de Dictionnaire encyclopédique de l'épicerie et des industries annexes (Albert Seigneurie, Henri Seigneurie (alias Jean Bertin), Xavier de Borsat) uit 1904.

Tragacanthgom, ook tragantgom of tragant genoemd, is een gedroogde gom afkomstig van Astragalus-soorten, waaronder de  Astragalus gummifer Labill., die in Azië voorkomen. Het wordt bekomen door een inkeping te maken in de wortel, stam of takken en het afgescheiden exsudaat op te vangen en te malen. In water zwelt het op tot een zachte, stijve, bijna doorschijnende gel. Het bestaat hoofdzakelijk uit hoogmoleculaire polysachariden, die bij hydrolyse worden omgezet in galacturonzuur, galactose, arabinose, xylose en fucose. De moleculaire massa is ongeveer 800.000. Het EINECS-nummer van tragant is 232-252-5.
Tragantgom is een voedingsadditief dat zonder maximumhoeveelheid (quantum satis) toegelaten is in de Europese Unie, met E-nummer E 413. Het wordt gebruikt als vulstof, verdikkingsmiddel, geleermiddel of stabilisator.